# Keith Laumer
John Keith Laumer (n. 9 iunie 1925, Syracuse⁠(d), New York, SUA – d. 23 ianuarie 1993, Florida, SUA) a fost un scriitor american de literatură științifico-fantastică.
Anterior a fost ofițer al Forțelor Aeriene ale Statelor Unite ale Americii și diplomat al United States Foreign Service.

Fratele său mai mare March Laumer a fost, de asemenea, scriitor, cunoscut pentru reinterpretările adulte ale Ținutului lui Oz (menționat și în The Other Side of Time, Cealaltă parte a timpului a lui Keith Laumer). Frank Laumer, fratele lor cel mai mic, este istoric și scriitor.

## Biografie și carieră

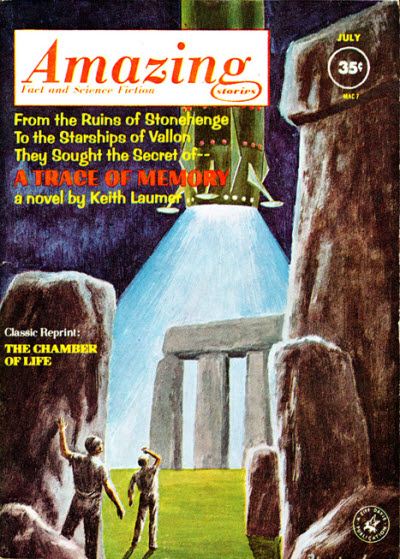
Romanul lui Laumer, A Trace of Memory, a fost publicat în foileton în Amazing Stories în 1962.

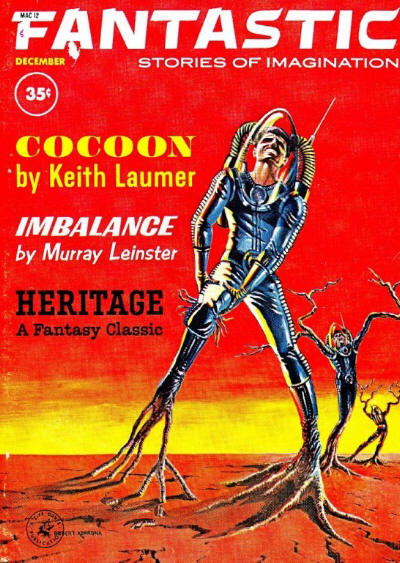
Povestirea lui Laumer, "Cocoon", pe coperta din decembrie 1962 a revistei Fantastic.

Keith Laumer s-a născut în 1925 în Syracuse, New York. A urmat cursurile Universității Indiana, în 1943-1944, apoi a servit în armata Statelor Unite în cel de-al Doilea Război Mondial, în Europa. Ulterior a urmat cursurile Universității din Stockholm, în 1948-1949, apoi a primit o diplomă de licență în arhitectură în 1950 de la Universitatea din Illinois. A slujit de două ori în Forțele Aeriene ale SUA, 1953-1956 și 1960-1965, obținând a doua oară gradul de căpitan. Între 1956-1960, Laumer a fost membru al Serviciului Exterior SUA din Asia de Sud.
La sfârșitul anilor 1950, Laumer s-a întors în Florida și a cumpărat o mică insulă de doi acri pe un lac din Hernando County, lângă Weeki Wachee. El a locuit acolo tot restul vieții.

### Ca scriitor
În această perioadă și-a îndreptat atenția către scriere, în special science fiction; prima sa lucrare, o povestire, a fost publicată în aprilie 1959.
Keith Laumer este cel mai cunoscut pentru lucrările despre Bolo și Retief. Povestirile Bolo prezintă evoluția super tancurilor care în cele din urmă devin conștiente de sine prin îmbunătățirea constantă rezultată din secole de război intermitent împotriva diferitelor rase extraterestre. Seria Retief se ocupă de aventurile unui cinic diplomat din spațiu care trebuie să treacă în mod constant peste eșecurile infuzate de birocrație ale unor persoane cu nume precum ambasadorul Grossblunder. Povestirile Retief au fost influențate foarte mult de cariera anterioară a lui Laumer în Serviciul Extern al SUA (US Foreign Service).
În plus față de povestirile despre Bolo și Retief, aventurile mai serioase ale lui Laumer au inclus subiecte ale călătoriilor în timp și ale aventurilor din lumea alternativă, cum ar fi cele din The Other Side of Time (Cealaltă parte a timpului), A Trace of Memory (O urmă de memorie) sau Dinosaur Beach (Plaja dinozaurilor).
Patru dintre lucrările sale de ficțiune scurtă au fost nominalizate la Premiul Hugo sau Nebula (povestirea „In the Queue” a fost nominalizată la ambele premii), iar romanul său A Plague of Demons (1965) a fost nominalizat la Premiul Nebula pentru cel mai bun roman în 1966.
În anii de vârf 1959–1971, Laumer a fost un prolific scriitor de science fiction. Romanele și poveștile sale tind să urmeze unul dintre cele trei tipare:
- aventuri rapide în timp și spațiu, cu accent pe lupul singuratic, protagoniști supraomeni latenți, sacrificiu de sine și transcendență
- comedii lungi, uneori excesive
- lucrare experimentală care se apropie de New Wave (science fiction)

În 1971, Laumer a suferit un accident vascular cerebral în timp ce lucra la romanul The Ultimax Man. Drept urmare, nu a putut scrie câțiva ani. După cum a explicat într-un interviu cu Charles Platt publicat în Dream Makers Volume II (1983), el a refuzat să accepte diagnosticul medicilor. El a venit cu o explicație alternativă și a dezvoltat un program de tratament alternativ (și foarte dureros). Deși nu a reușit să scrie la începutul anilor 1970, i s-a publicat o serie de cărți care fuseseră nepublicate în momentul accidentului vascular cerebral.
La mijlocul anilor 1970, Laumer și-a revenit parțial din accidentul vascular cerebral și a reluat scrisul. Cu toate acestea, calitatea muncii sale a suferit, iar cariera sa a intrat în declin. În anii următori, Laumer a reutilizat, de asemenea, scenarii și personaje din lucrări anterioare pentru a crea cărți noi.
Creațiile sale Bolo au fost atât de populare încât alți autori au scris romane science fiction de sine stătătoare pe acest subiect.  
O antologie „creată de Keith Laumer”, Dangerous Vegetables (Legume periculoase), a apărut în 1998. Editată de fapt de Martin H. Greenberg și Charles G. Waugh, în prefața cărții Ben Bova a spus că această cartea era ideea lui Laumer, dar acesta a murit fără să o finalizeze

### Ca proiectant de avion
Laumer a fost, de asemenea, un pasionat de machete de avioane și a publicat două duzini de machete între 1956 și 1962 în revistele americane Air Trails, Model Airplane News și Flying Models, precum și în British Aeromodeller. A publicat o carte despre acest subiect, How to Design and Build Flying Models (Cum să proiectezi și să construiești machete zburătoare) în 1960. Proiectele sale ulterioare erau în mare parte avioane cu motor, fără control și aveau un farmec capricios cu nume pe măsură, precum „Twin Lizzie” și „Lulla-Bi”. Proiectele sale sunt încă în curs de revizuire, reinventare și construire astăzi.

## Lucrări scrise

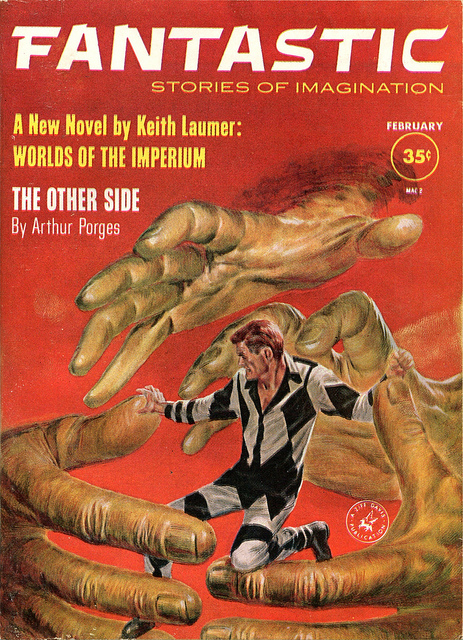
Romanul lui Laumer, Worlds of the Imperium a apărut în foileton în revista Fantastic în 1961.

### Bolo
Cărți în genul științifico-fantastic militar referitoare la tancurile Bolo conștiente de sine.
- Bolo: Annals of the Dinochrome Brigade (1976)
- Rogue Bolo (1986)
- The Stars Must Wait (1990)
- The Compleat Bolo (1990) (include Bolo și Rogue Bolo)

Nuvela Noaptea căpcăunilor (The Night of the Trolls) face parte din universul Bolo și a apărut în limba română în fanzinul Paradox nr. 16 din 1991 al cenaclului „H. G. Wells” din Timișoara.

### Retief
Aventuri satirice ale lui Retief, diplomatul galactic. Majoritatea sunt colecții; romanele sunt prezentate ca (r).
- Envoy to New Worlds (1963) (vezi Retief Unbound (1979)) extins ulterior ca  Retief: Envoy to New Worlds (1987)
- Galactic Diplomat (1965)
- Retief's War (1966) (r)
- Retief and the Warlords (1968) (r)
- Retief: ambassador to space; seven incidents of the Corps diplomatique terrestrienne (1969)
- Retief of the CDT (1971)
- Retief's Ransom (1971) (r)
- Retief: Emissary to the Stars (1975)
- Retief at Large (1978)
- Retief Unbound (1979) (include Retief's Ransom și cinci dintre cele șase povestiri din Envoy to New Worlds) (vezi Retief: Envoy to New Worlds (1987))
- Retief: Diplomat at Arms (1982)
- Retief to the Rescue (1983) (r)
- The Return of Retief (1984) (r)
- Retief in the Ruins (1986) (trei povestiri, două originale, inclusiv cea din titlu)
- Retief and the Pangalactic Pageant of Pulchritude (1986) (inclusiv Retief's Ransom și cea originală din titlu)
- Retief: Envoy to New Worlds (1987) (Envoy to New Worlds plus o povestire) (vezi și Retief Unbound)
- Reward for Retief (1989) (r)
- Retief and the Rascals (1993) (r)
- Retief! (postum, ed. Eric Flint) (2002) (Envoy to New Worlds, Galactic Diplomat, Retief's War, plus prina povestire cu Retief, "Diplomat-at-Arms" (1960))

### Imperium
Cărți situate în Imperium mythos: un continuum de  lumi paralele controlate de Imperium, un guvern cu sediul într-un Stockholm alternativ. În romanul științifico-fantastic Worlds of the Imperium, Imperium-ul se formează într-o istorie alternativă în care Revoluția Americană nu a avut loc, iar Imperiul Britanic și Germania s-au contopit într-un imperiu unificat în 1900. Protagonistul, diplomatul american Brion Bayard, este răpit de Imperium pentru că Brion Bayard într-un al treilea Pământ paralel duce război împotriva răpitorilor săi. Urmează alte aventuri după ce Bayard decide să rămână în slujba Imperium-ului.
- Worlds of the Imperium (1962)
- The Other Side of Time (Cealaltă parte a timpului, 1965)
- Assignment in Nowhere (Misiune către nicăieri, 1968)
- Beyond the Imperium (ediția omnibus a The Other Side of Time și Assignment in Nowhere) (1981)
- Zone Yellow (1990)
- Imperium (ediția omnibus a Worlds of the Imperium, Assignment in Nowhere și The Other Side of Time, ed. Eric Flint) (2005)

### Time Trap
- Time Trap (1970)
- Back to the Time Trap (1992)

### Lafayette O'Leary
Un echivalent comic al Imperium mythos, în care eroul are capacitatea de a călători pe Pământurile feudale / magice alternative.
- The Time Bender (1966)
- The World Shuffler (1970)
- The Shape Changer (1972)
- The Galaxy Builder (1984)
- The Universe Twister (2008)  (retipărire The Time Bender, The World Shuffler și The Shape Changer, ed. Eric Flint)

### The Avengers
Seria The Avengers bazată pe cea TV omonimă:
- #5: The Afrit Afair (1968)
- #6: The Drowned Queen (1968)
- #7: The Gold Bomb (1968)

### The Invaders
Romane bazate pe seria TV omonimă:
- The Invaders (Regatul Unit The Meteor Men: A Story of Invaders sub pseudonimul Anthony LeBaron) (1967)
- Enemies From Beyond (1967)
- Army of the Undead de Rafe Bernard (1967) - este adesea atribuită în mod greșit lui Laumer.

### Cărți de sine stătătoare
- A Trace of Memory (1963)
- The Great Time Machine Hoax (1964)
- A Plague of Demons (1965)
- Catastrophe Planet (1966)
- Earthblood (cu Rosel George Brown) (1966)
- The Monitors (ecranizat în 1969) (1966)
- Galactic Odyssey (1967)
- Planet Run (cu Gordon R. Dickson) (1967)
- The Long Twilight (1969)
- The House in November (1970, extindere a foiletonului The Seeds of Gonyl din revista If)
- The Star Treasure (1971)
- Dinosaur Beach (1971) (foileton original The Time Sweepers în 1969)
- The Infinite Cage (1972)
- Night of Delusions (1972)
- The Glory Game (1973)
- The Ultimax Man (1978)
- Star Colony (1982)
- End as a Hero (1985)
- Judson's Eden (1991)
- Beenie in Oz (cu March Laumer, Tyler Jones, Michael J. Michanczyk) (1997)

### Colecții
- Nine by Laumer (1967)
- The Day Before Forever and Thunderhead (trei romane scurte) (1969)
- Greylorn (1968)
- It's a Mad, Mad, Mad Galaxy (1968)
- Five Fates (1970) (Laumer este scriitor principal după un concept despre care au scris cinci autori)
- Once There Was a Giant (titlul a apărut ca un "roman scurt" în The Magazine of Fantasy and Science Fiction în nov. 1968) (1971)
- The Big Show (1972)
- Timetracks (1972)
- The Undefeated (1974)
- The Best of Keith Laumer (1976)
- The Breaking Earth (1981) (Catastrophe Planet plus o pereche de eseuri)
- Knight of Delusions (Night of Delusions plus două povestiri) (1982)
- Chrestomathy (1984)
- Once There Was a Giant (1984) (colecție a două nuvele)
- The Other Sky and The House in November (colecție a două nuvele) (1985)
- The Star Treasure (1986) (romanul din 1971 novel plus trei povestiri)
- Alien Minds (1991)
- Odyssey (omnibus postum, ed. Eric Flint) (2002) (include Galactic Odyssey și Dinosaur Beach și cinci povestiri)
- Keith Laumer: The Lighter Side (omnibus postum, ed. Eric Flint) (2002) (include Time Trap și The Great Time Machine Hoax și opt povestiri, inclusiv cea din 1966: "The Body Builders"[13]
- A Plague of Demons and Other Stories (2003) (omnibus postum, ed. Eric Flint; A Plague of Demons și șapte povestiri)
- Future Imperfect (2003) (omnibus postum, ed. Eric Flint; include Catastrophe Planet și șase povestiri)
- Legions of Space (2004) (omnibus postum, ed. Eric Flint; include A Trace of Memory și Planet Run și trei povestiri)
- The Long Twilight and Other Stories (2007) (omnibus postum, ed. Eric Flint; include The Long Twilight și Night of Delusions și patru povestiri)
- Earthblood and Other Stories (2008) (omnibus postum, ed. Eric Flint; include Earthblood (cu Rosel George Brown), trei povestiri de Laumer stories și șase povestiri alel ui Brown)
- Keith Laumer's Retief: The Worlds of IF Collection (2020) (ed. Christopher Broschell), include Diplomat-At-Arms, The Frozen Planet, Gambler's World, The Yillian Way, The Madman From Earth, Retief of the Red-Tape Mountain, Aide Memoire, Cultural Exchange, The Desert and the Stars, Saline Solution, Mightiest Qorn, The Governor of Glave, The City That Grew in the Sea, The Prince and the Pirate, The Castle of Light și Retief, God-Speaker. [14]

### Povestiri
- "Doorstep". Galaxy, februarie 1961.
- "The King of the City". Galaxy, august 1961.
- "Gambler's World". If, nov. 1961.
- "End as a Hero". Galaxy, iunie 1963.
- "A Bad Day for Vermin". Galaxy, februarie 1964.
- "War Against the Yukks". Galaxy, aprilie 1965.
- "The Body Builders". Galaxy, august 1966.
- "Thunderhead". Galaxy, aprilie 1967.
- "The Big Show". Galaxy, februarie 1968.
- "Test to Destruction". Dangerous Visions, 1967.
  - ro.: „Test de rezistență la distrugere”, Viziuni periculoase. 2013

### Non-SF
- How to Design and Build Flying Models (non-fiction) (1960, revizuit în 1970)
- Embassy (1965)
- Deadfall (1971; alt titlu Fat Chance) ecranizat ca Peeper - O șansă grasă în 1975

### Benzi desenate

#### Mad Dog Graphics:Keith Laumer's Retief
1. Policy (1987)
2. Sealed Orders (1987)
3. Protest Note (1987)
4. Saline Solution (1987)
5. Ultimatum (1988)
6. The Forest in the Sky (1988)

#### Adventure Comics:Keith Laumer's Retief
1. The Peace Makers (1989)
2. Ballots and Bandits (1990)
3. Mechanical Advantage (1990)
4. Aide Memoire (1990)
5. Wicker Wonderland (1990)

#### Adventure Comics:Retief and the Warlords
- Patru numere  (1991)

#### Adventure Comics:Retief: Diplomatic Immunity
1. The Forbidden City (1991)
2. The Castle of Light (1991)

#### Adventure Comics:Retief the Giant Killer
1. The Giant Killer (1991)

#### Adventure Comics:Retief: Grime & Punishment
1. Grime & Punishment (1991)

#### Adventure Comics
- 1 Paperback